# Dolinka nad Vareškovým plesom
Dolinka nad Vareškové Pleso nebo Kotol pod Slavkovským sedlom ( polsky Nowoleśna Kotlina je dolinka mezi severovýchodními rameny Slavkovské kopy a Východní slavkovské věže, pod Slavkovským sedlem. Je malým odvětvím Vareškovej kotlinky ve Vysokých Tatrách. Sousedí s Velkou Studenou dolinou. 

## Název
Jméno dostala od Vareškového plesa. Vareškové se jmenuje ne podle vařečky, ale podle léčivé byliny Lžičníka lékařského (Cochlearia officinalis L.), kterou hledali bylinkáři z blízkých obcí. 

## Turistika
Dolinka není pro turisty přístupná.